# Donald Kachamba
Donald J. Kachamba (* 18. Oktober 1953 in Blantyre (Malawi); † 12. Januar 2001 in Chileka, Malawi) war ein malawischer Musiker (zunächst Gitarrist und Flötist (Pennywhistle), dann auch Klarinette, Mundharmonika, Perkussion), Komponist und Bandleader.

## Leben
Der aus einer musikalischen Familie stammende Kachamba wurde von der südafrikanischen Kwelamusik beeinflusst. Sein Vater James Kachamba (1922–1988) prägte wesentlich den neu entstandenen Gitarren- und Banjo-Stil in Südmalawi in den 1940er Jahren, die Mutter Etinala B. Gwede und die ältere Schwester Nasibeko galten als ausgezeichnete Spielerinnen des Mundbogens nkangala. Im Alter von sechs Jahren begann Donald in Harare, wo er mit seiner Familien von 1954 bis 1962 lebte, das Flötenspiel zu erlernen. Seine Vorbilder waren die berühmten südafrikanischen Kwela-Flötenspieler.
Mit seinem Bruder Daniel Kachamba (1947–1987) gründete er eine eigene Kwelaband, die einen mehr eigenständigen Stil aus einer Mischung von komponierten und improvisierten Stücken entwickelte. Mit dieser Band war er zunächst als Straßenmusiker in verschiedenen Staaten Ostafrikas tätig. Seit 1972 trat die Band, die auch nach dem Ende der eigentlichen Blütezeit dieser Musikrichtung fortbestand, mehrfach in den Vereinigten Staaten von Amerika und in Europa auf. Kachamba experimentierte für seine Kompositionen von Pennywhistle Jive-Stücken als Erster in Afrika mit der Playbacktechnik von Tonbandgeräten. Nach dem Scientific African gehörte er zu den Musiker-Komponisten, die Bedeutendes zur Entwicklung der Kwelatradition beigetragen haben.
Weiterhin war er auch musikwissenschaftlich tätig und hat Beiträge zu Gerhard Kubiks Dokumentation Malawian music – A framework for analysis (Zomba 1987) mit zum Teil in Wien entstandenen „Montageaufnahmen“ geliefert. Beide haben zusammen Konzerttourneen gemacht.

## Diskographische Hinweise
- The Kachamba Brothers' Band (1974)
- Donald Kachamba's Band: Simanje-Manje and Kwela from Malawi (1979)
- Donald Kachamba et son ensemble: Concert Kwela, Le Chant du Monde (1991)
- Donald Kachamba's Kwela Band: Live and in Donald Kachamba's Studio. 1974–1995, popular african music (1999)

## Filme
- Donald Kachamba's Kwela Music: Malawi Twist. Encyclopaedia Cinematographica Göttingen, B 2328 (Institut für den Wissenschaftlichen Film) 1978
- Donald Kachamba's Kwela Music: Simanje-manje, Cha-cha-cha. Encyclopaedia Cinematographica, Göttingen E 2329, 1978